# Eulithis luteolata
Eulithis luteolata là một loài bướm đêm trong họ Geometridae.